# Helge Haavisto
Helge Otto Holger Haavisto, född 2 augusti 1920 i Vånå, död 2 april 2012 i Helsingfors, var en finländsk industriman. 
Haavisto blev ingenjör 1945 och diplomingenjör 1949. Han var anställd vid Oy Tampella Ab 1945–1951, vid Wärtsiläkoncernen 1951–1959 samt ledde som verkställande direktör för statsbolaget Rautaruukki Oy 1960–1982 den finländska stålindustrins storartade utveckling under 1960- och 1970-talen. Han var 1982–1985 bolagets direktionsordförande på heltid. Han styrde även med framgång företaget genom den internationella krisen inom stålindustrin på 1970-talet. Han tilldelades bergsråds titel 1970 och blev teknologie hedersdoktor 1978.

### Uppslagsverk
- Haavisto, Helge i Uppslagsverket Finland (webbupplaga, 2012). CC-BY-SA 4.0